# Olympische Sommerspiele 2004/Leichtathletik – Weitsprung (Frauen)
Das Weitsprung der Frauen bei den Olympischen Spielen 2004 in Athen wurde am 25. und 27. August 2004 im Olympiastadion Athen ausgetragen. 39 Athletinnen nahmen teil.
Es gab einen russischen Dreifachsieg. Olympiasiegerin wurde Tatjana Lebedewa vor Irina Simagina und Tatjana Kotowa.
Mit Bianca Kappler ging eine deutsche Weitspringerin an den Start. Sie erreichte das Finale und belegte Rang acht. Athletinnen aus der Schweiz, Österreich und Liechtenstein waren nicht unter den Teilnehmerinnen.

## Aktuelle Titelträgerinnen
| Olympiasiegerin 2000                      | Heike Drechsler ( Deutschland)      | 6,99 m | Sydney 2000        |
| Weltmeisterin 2003                        | Eunice Barber ( Frankreich)         | 6,99 m | Paris 2003         |
| Europameisterin 2002                      | Tatjana Kotowa ( Russland)          | 6,85 m | München 2002       |
| Panamerikanische Meisterin 2003           | Alice Falaiye ( Kanada)             | 6,43 m | Santo Domingo 2003 |
| Zentralamerika und Karibik-Meisterin 2003 | Elva Goulbourne ( Jamaika)          | 6,96 m | St. George’s 2003  |
| Südamerika-Meisterin 2003                 | Keila Costa ( Brasilien)            | 6,30 m | Barquisimeto 2003  |
| Asienmeisterin 2003                       | Anastasiya Juravlyeva ( Usbekistan) | 6,53 m | Manila 2003        |
| Afrikameisterin 2004                      | Kéné Ndoye ( Senegal)               | 6,64 m | Brazzaville 2004   |
| Ozeanienmeisterin 2002                    | Elizabeth Murphy ( Australien)      | 5,78 m | Christchurch 2002  |

## Bestehende Rekorde
| Weltrekord         | 7,52 m | Galina Tschistjakowa ( Sowjetunion) | Leningrad (heute Sankt Petersburg), Sowjetunion (heute Russland) | 11. Juni 1988      |
| Olympischer Rekord | 7,40 m | Jackie Joyner-Kersee ( USA)         | Finale OS Seoul, Südkorea                                        | 29. September 1988 |

Der bestehende olympische Rekord wurde bei diesen Spielen nicht erreicht. Am weitesten sprang die russische Olympiasiegerin Tatjana Lebedewa, die im Finale am 27. August bei einem Rückenwind von 1,3 m/s 7,07 m erzielte und damit den olympischen Rekord um 33 Zentimeter verfehlte. Zum Weltrekord fehlten ihr 45 Zentimeter.

## Doping
Die US-Amerikanerin Marion Jones, die mit einer Weite von 6,85 m zunächst den fünften Platz belegt hatte, wurde im Gefolge der BALCO-Affäre nachträglich wegen Dopings disqualifiziert.
Leidtragende des Dopingbetrugs waren in erster Linien zwei Athletinnen:
- Bianca Kappler, Deutschland – Ihr hätten im Finale als achtplatzierter Wettbewerberin drei weitere Versuche zur Verfügung gestanden.
- Ineta Radēviča, Lettland – Sie wäre für die Teilnahme am Finale qualifiziert gewesen.

## Legende
Kurze Übersicht zur Bedeutung der Symbolik – so üblicherweise auch in sonstigen Veröffentlichungen verwendet:
| – | verzichtet                                 |
| x | ungültig                                   |
| w | Windunterstützung über dem zulässigen Wert |

Anmerkungen:
- Alle Zeitangaben sind auf Ortszeit Athen (UTC+2) bezogen.
- Alle Weiten sind in Metern (m) angegeben.

## Qualifikation
25. August 2004, 21:20 Uhr
Die Qualifikation wurde in zwei Gruppen durchgeführt. Die Qualifikationsweite für den direkten Finaleinzug betrug 6,65 m. Da nur zehn Athletinnen diese Weite erreichten (hellblau unterlegt), wurde das Finalfeld mit den nächstbesten Sportlerinnen beider Gruppen auf zwölf Teilnehmerinnen aufgefüllt (hellgrün unterlegt). Für die Teilnahme waren schließlich 6,55 m zu erbringen.

### Gruppe A
| Platz | Name                  | Nation              | 1. Versuch Wind (m/s) | 2. Versuch Wind (m/s) | 3. Versuch Wind (m/s) | Resultat | Anmerkung                              |
| 1     | Irina Simagina        | Russland            | 6,75 / +0,4           | –                     | –                     | 6,75     |                                        |
| 2     | Jade Johnson          | Großbritannien      | x                     | 5,01 / +0,7           | 6,71 / −0,2           | 6,71     |                                        |
| 3     | Bianca Kappler        | Deutschland         | 6,59 / −0,2           | 6,36 / ±0,0           | 6,69 / +0,3           | 6,69     |                                        |
| 4     | Anju Bobby George     | Indien              | 6,69 / +0,5           | –                     | –                     | 6,69     |                                        |
| 5     | Grace Upshaw          | USA                 | 6,55 / −0,3           | 6,68 / +0,1           | –                     | 6,68     |                                        |
| 6     | Jelena Koschtschejewa | Kasachstan          | x                     | 6,43 / +0,1           | 6,57 / +0,3           | 6,57     |                                        |
| 7     | Tünde Vaszi           | Ungarn              | 6,41 / +0,2           | 6,55 / ±0,0           | 6,36 / ±0,0           | 6,55     |                                        |
| 8     | Ineta Radēviča        | Lettland            | 6,53 / −0,7           | 6,42 / +0,1           | x                     | 6,53     | eigentlich für das Finale qualifiziert |
| 9     | Jackie Edwards        | Bahamas             | x                     | 6,53 / +0,5           | x                     | 6,53     |                                        |
| 10    | Ioanna Kafetzi        | Griechenland        | 6,49 / +0,4           | x                     | 6,41 / +0,1           | 6,49     |                                        |
| 11    | Guan Yingnan          | Volksrepublik China | 6,38 / +0,1           | 6,46 / +0,3           | x                     | 6,46     |                                        |
| 12    | Antonija Jordanowa    | Bulgarien           | 6,45 / +0,1           | 6,31 / ±0,0           | 6,28 / +0,1           | 6,45     |                                        |
| 13    | Kéné Ndoye            | Senegal             | 6,10 / +0,2           | 6,25 / −0,4           | 6,45 / ±0,0           | 6,45     |                                        |
| 14    | Denisa Ščerbová       | Tschechien          | 6,31 / −0,3           | 6,39 / +0,2           | x                     | 6,39     |                                        |
| 15    | Fiona May             | Italien             | 6,24 / −0,3           | 6,36 / +0,6           | 6,38 / −0,1           | 6,38     |                                        |
| 16    | Eunice Barber         | Frankreich          | 6,28 / ±0,0           | 6,37 / +0,2           | 6,35 / +0,2           | 6,37     |                                        |
| 17    | Lerma Gabito          | Philippinen         | 6,31 / +0,1           | 5,96 / +0,3           | 6,13 / −0,4           | 6,31     |                                        |
| 18    | Tina Čarmann          | Slowenien           | x                     | x                     | 5,72 / −0,3           | 5,72     |                                        |
| NM    | Alina Militaru        | Rumänien            | x                     | –                     | –                     | ogV      |                                        |
| DOP   | Marion Jones          | USA                 | x                     | 6,70 / +0,2           | –                     | 6,70     | für das Finale zugelassen              |

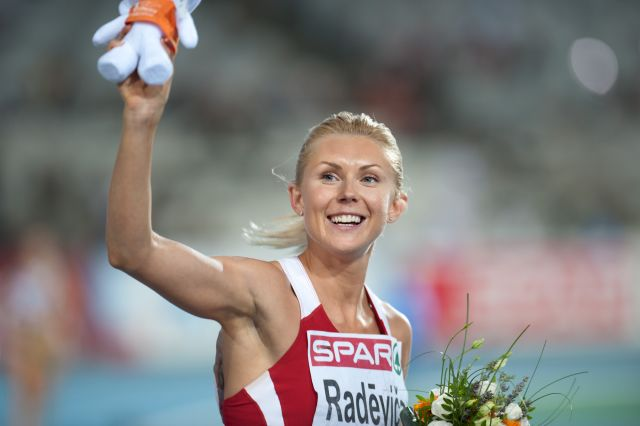
Ineta Radēviča (hier als Europameisterin 2010) schied aus mit 6,53 m, wäre jedoch nach der späteren Disqualifikation der gedopten Marion Jones im Finale startberechtigt gewesen

Weitere in Qualifikationsgruppe A ausgeschiedene Weitspringerinnen:

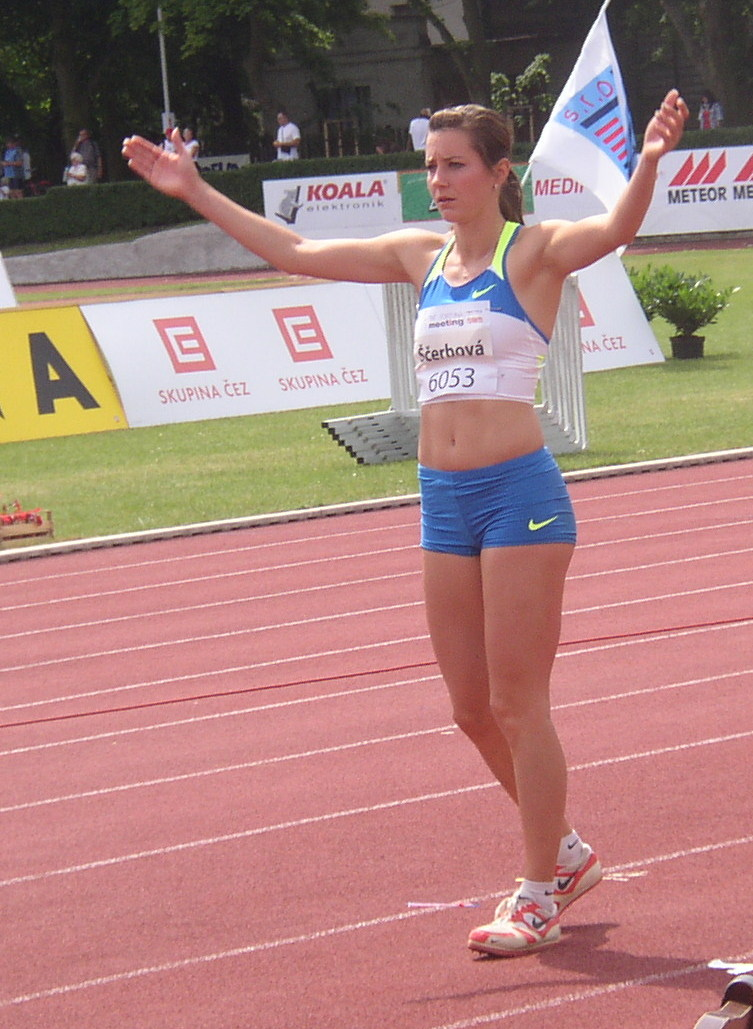
Denisa Ščerbová – 6,39 m
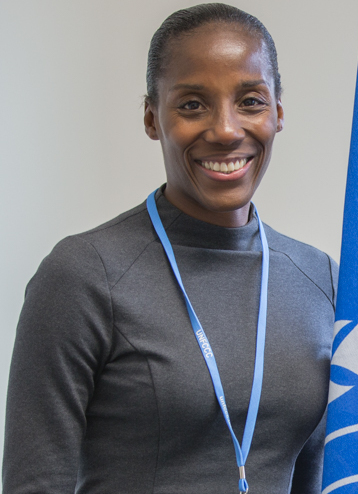
Fiona May – 6,38 m
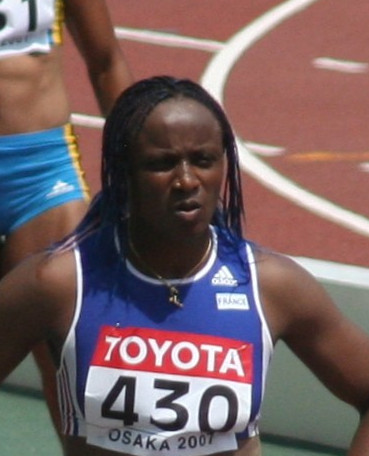
Eunice Barber – 6,37 m

### Gruppe B
| Platz | Name                  | Nation              | 1. Versuch Wind (m/s) | 2. Versuch Wind (m/s) | 3. Versuch Wind (m/s) | Resultat |
| 1     | Tatjana Lebedewa      | Russland            | 6,95 / +0,7           | –                     | –                     | 6,95     |
| 2     | Bronwyn Thompson      | Australien          | 6,63 / +0,1           | x                     | 6,80 / −0,9           | 6,80     |
| 3     | Tatjana Kotowa        | Russland            | 6,79 / +0,3           | –                     | –                     | 6,79     |
| 4     | Carolina Klüft        | Schweden            | 6,73 / +0,1           | –                     | –                     | 6,73     |
| 5     | Wang Lina             | Volksrepublik China | 6,53 / −0,3           | x                     | x                     | 6,53     |
| 6     | Heli Koivula Kruger   | Finnland            | x                     | 6,49 / +0,4           | 6,50 / −0,1           | 6,50     |
| 7     | Adina Anton           | Rumänien            | 6,45 / +0,3           | 6,47 / ±0,0           | 6,14 / +0,8           | 6,47     |
| 8     | Rose Richmond         | USA                 | 6,46 / ±0,0           | 6,14 / +0,1           | 6,29 / +0,2           | 6,46     |
| 9     | Styliani Pilatou      | Griechenland        | 6,42 / −0,1           | x                     | 6,27 / +0,7           | 6,42     |
| 10    | Valentina Gotovska    | Lettland            | x                     | 6,41 / +0,1           | 6,40 / +0,1           | 6,41     |
| 11    | Zita Ajkler           | Ungarn              | 6,39 / −0,1           | 6,25 / +0,6           | x                     | 6,39     |
| 12    | Anastasiya Juravlyeva | Usbekistan          | x                     | 6,39 / ±0,0           | x                     | 6,39     |
| 13    | Yudelkis Fernández    | Kuba                | 6,36 / ±0,0           | 6,28 / ±0,0           | 6,19 / +0,2           | 6,36     |
| 14    | Keila Costa           | Brasilien           | x                     | 6,33 / +0,4           | 6,26 / +0,7           | 6,33     |
| 15    | Niki Xanthou          | Griechenland        | x                     | 6,31 / +0,5           | 6,27 / +0,6           | 6,31     |
| 16    | Maho Hanaoka          | Japan               | 4,67 / ±0,0           | x                     | 6,31 / +0,4           | 6,31     |
| 17    | Liang Shuyan          | Volksrepublik China | x                     | 5,92 / +0,6           | x                     | 5,92     |
| 18    | Swetlana Pessowa      | Turkmenistan        | x                     | 5,64 / +0,4           | 5,58 / +0,2           | 5,64     |
| NM    | Niurka Montalvo       | Spanien             | x                     | x                     | x                     | ogV      |

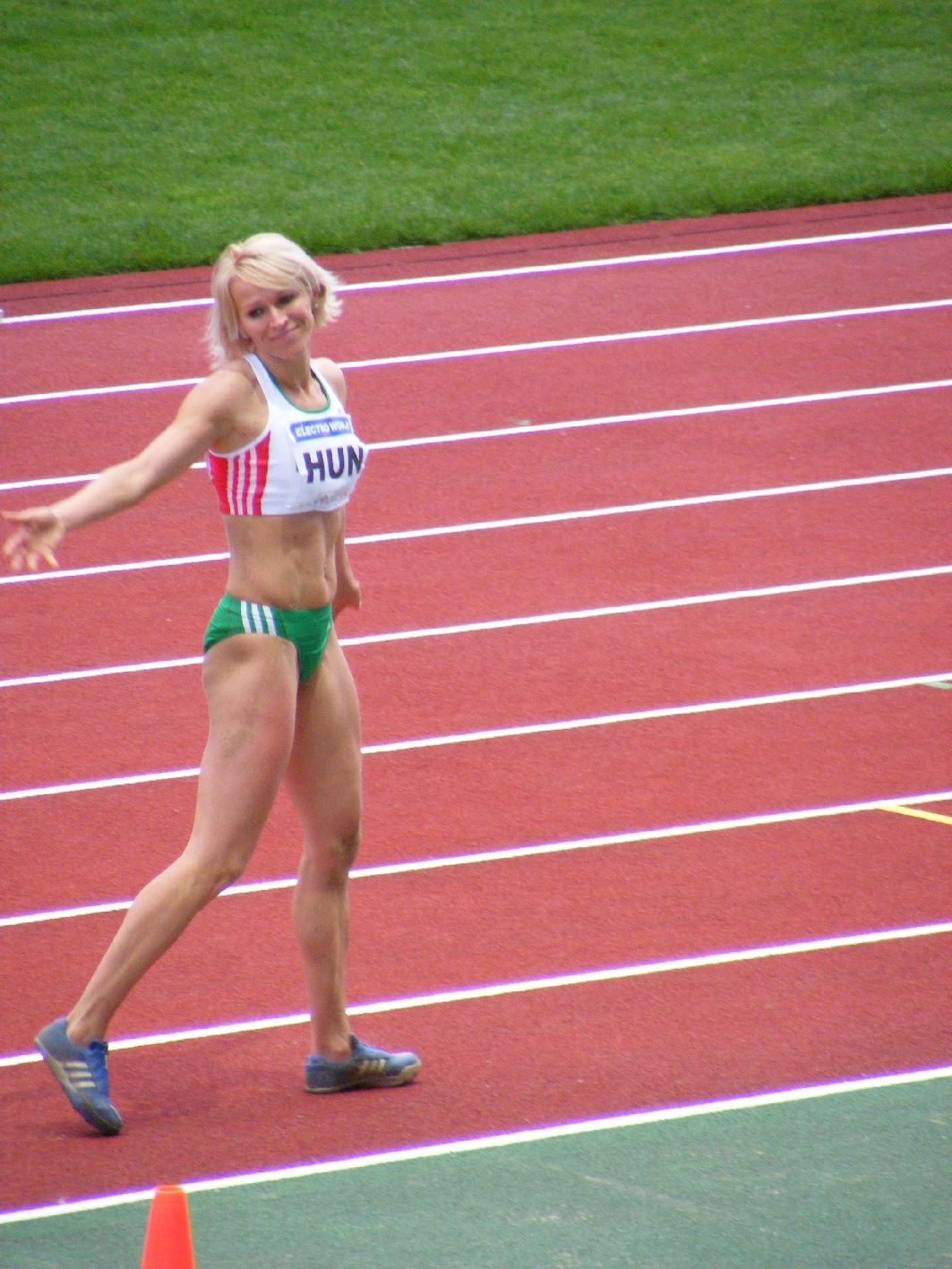
Zita Ajkler – ausgeschieden
mit 6,39 m

Weitere in Qualifikationsgruppe B ausgeschiedene Weitspringerinnen:

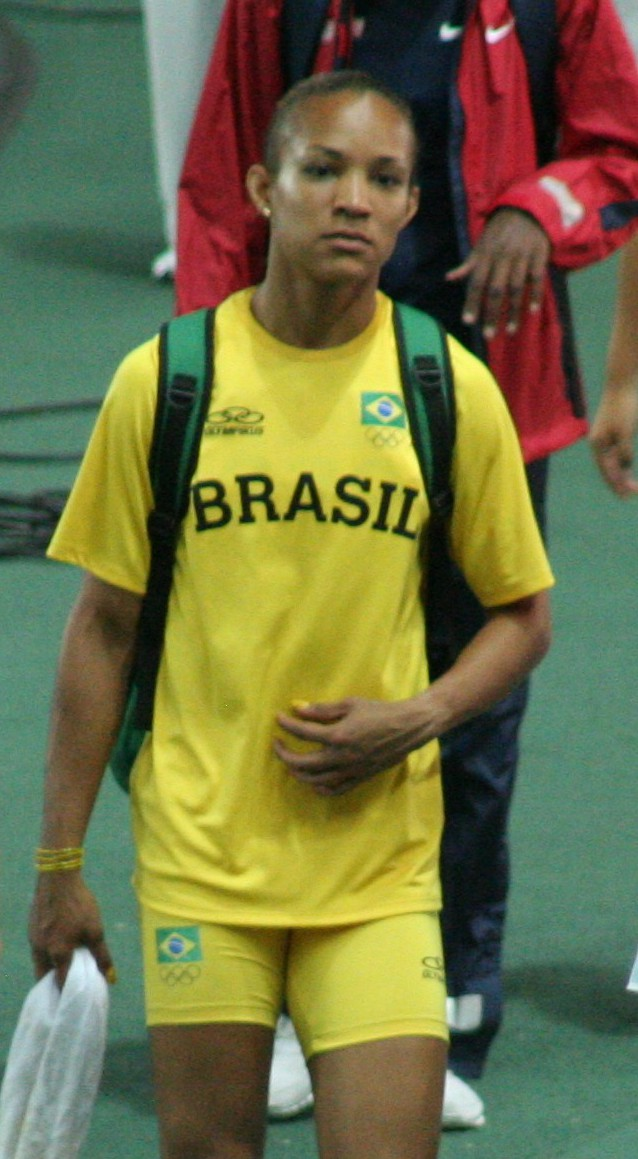
Keila Costa – 6,32 m
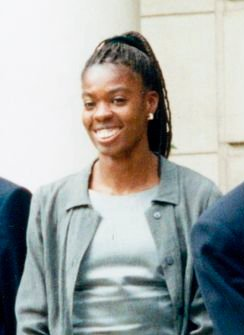
Niurka Montalvo blieb ohne gültigen Versuch

## Finale
27. August 2004, 20:05 Uhr
| Platz | Name                  | Nation         | 1. Versuch Wind (m/s) | 2. Versuch Wind (m/s) | 3. Versuch Wind (m/s) | 4. Versuch Wind (m/s)                           | 5. Versuch Wind (m/s)                           | 6. Versuch Wind (m/s)                           | Resultat |
| 1     | Tatjana Lebedewa      | Russland       | x                     | 7,07 / +1,3           | x                     | 6,82 / +0,3                                     | 7,05 / +0,1                                     | x                                               | 7,0700   |
| 2     | Irina Simagina        | Russland       | 7,05 / +0,8           | 7,02 / +1,3           | x                     | x                                               | x                                               | x                                               | 7,0500   |
| 3     | Tatjana Kotowa        | Russland       | 7,05 / +1,8           | x                     | 6,84 / +0,8           | 6,70 / +0,6                                     | x                                               | 6,76 / −0,1                                     | 7,0500   |
| 4     | Bronwyn Thompson      | Australien     | 6,79 / +1,3           | x                     | 6,92 / +2,3           | 6,96 / +0,8                                     | x                                               | 6,70 / −0,5                                     | 6,9600   |
| 5     | Anju Bobby George     | Indien         | 6,83 / +1,2           | 6,75 / +0,2           | x                     | 6,68 / +1,8                                     | 6,61 / −0,5                                     | x                                               | 6,8300   |
| 6     | Jade Johnson          | Großbritannien | 6,74 / +2,8           | 6,80 / +1,2           | x                     | x                                               | x                                               | 6,67 / +0,2                                     | 6,8000   |
| 7     | Tünde Vaszi           | Ungarn         | 6,73 / +2,4           | 6,53 / +1,4           | 6,64 / +1,0           | 6,59 / +0,4                                     | x                                               | 6,63 / −0,3                                     | 6,73 w   |
|       |                       |                |                       |                       |                       |                                                 |                                                 |                                                 |          |
| 8     | Bianca Kappler        | Deutschland    | 6,26 / +1,4           | 6,49 / +0,7           | 6,66 / +0,3           | eigentlich zu drei weiteren Sprüngen berechtigt | eigentlich zu drei weiteren Sprüngen berechtigt | eigentlich zu drei weiteren Sprüngen berechtigt | 6,6600   |
| 9     | Grace Upshaw          | USA            | 6,64 / +0,7           | x                     | 6,64 / +1,8           | nicht im Finale der besten acht Springerinnen   | nicht im Finale der besten acht Springerinnen   | nicht im Finale der besten acht Springerinnen   | 6,6400   |
| 10    | Carolina Klüft        | Schweden       | 6,63 / +1,5           | 6,62 / +1,1           | x                     | nicht im Finale der besten acht Springerinnen   | nicht im Finale der besten acht Springerinnen   | nicht im Finale der besten acht Springerinnen   | 6,6300   |
| 11    | Jelena Koschtschejewa | Kasachstan     | x                     | 6,53 / +0,8           | 6,27 / +1,7           | nicht im Finale der besten acht Springerinnen   | nicht im Finale der besten acht Springerinnen   | nicht im Finale der besten acht Springerinnen   | 6,5300   |
| DOP   | Marion Jones          | USA            | x                     | 6,85 / +3,1           | 6,82 / +0,6           | 6,73 / +1,0                                     | x                                               | 6,63 / −0,4                                     | 6,85 w   |

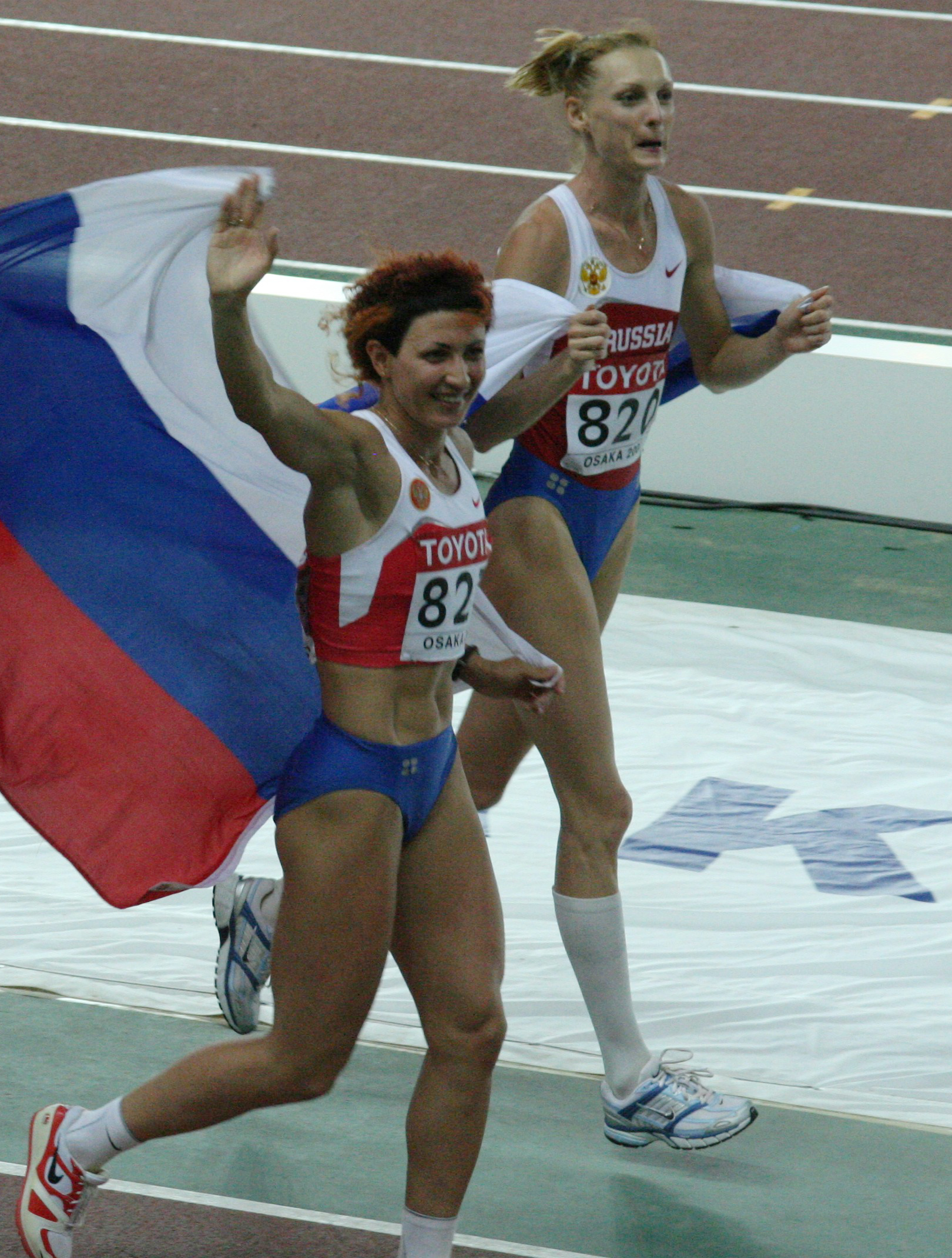
Die Medaillengewinnerinnen Tatjana Lebedewa (Gold, links) und Tatjana Kotowa (Bronze, rechts)

Für das Finale hatten sich zwölf Athletinnen qualifiziert, zehn von ihnen über die Qualifikationsweite, zwei weitere über ihre Platzierungen. Vertreten waren alle drei Russinnen sowie je eine Teilnehmerin aus Australien, Deutschland, Indien, Großbritannien, Kasachstan, Schweden, Ungarn und den Vereinigten Staaten. Die zweite US-Amerikanerin Marion Jones wurde wie oben im Abschnitt "Doping" beschrieben später im Gefolge der BALCO-Affäre wegen Dopingmissbrauchs disqualifiziert.
Eine der Topfavoritinnen wäre normalerweise die französische Weltmeisterin Eunice Barber gewesen, die allerdings verletzungsbedingt chancenlos war und bereits in der Qualifikation ausgeschieden war. Sieganwärterin war nun vor allem die russische Europameisterin und zweifache Vizeweltmeisterin von 2003 und 2001 Tatjana Kotowa. Weitere Medaillenkandidatinnen waren die beiden weiteren Russinnen Tatjana Lebedewa und Irina Simagina, die indische WM-Dritte Anju Bobby George, die britische Vizeeuropameisterin und WM-Vierte Jade Johnson sowie die Ungarin Tünde Vaszi als WM-Sechste von 2003, WM-Vierte von 2001 und EM-Dritte von 2002. Auch die nachträglich disqualifizierte Marion Jones gehörte in den Kreis der Favoritinnen.
Das Finale wurde von Beginn an sehr deutlich von den drei russischen Teilnehmerinnen dominiert. In Durchgang eins übertrafen sowohl Irina Simagina als auch Kotowa die 7-Meter-Marke. Beide legten identische 7,05 m vor, während Lebedewa einen ungültigen Versuch produzierte. Keiner der Athletinnen, die nicht aus Russland kamen, gelang es im Laufe des Wettbewerbs, über sieben Meter zu springen. Bobby George lag nach der ersten Runde mit 6,83 m noch auf dem Bronzeplatz. Mit ihrem zweiten Versuch auf 7,07 m schob sich Lebedewa vor ihre beiden Landsfrauen an die Spitzenposition. Smagina (7,02 m in Durchgang zwei) und Lebedewa (7,05 m in Durchgang fünf) gelangen noch weitere Sprünge über sieben Meter. Den drei Russinnen am nächsten kam die Australierin Bronwyn Thompson, die in ihrem vierten Versuch 6,96 m erreichte. So gab es einen russischen Dreifachsieg mit Tatjana Lebedewa an der Spitze vor Irina Simagina und Tatjana Kotowa. Bronwyn Thompson wurde Vierte vor zunächst Marion Jones (6,83 m in Durchgang zwei). Es folgten Anju Bobby George und Jade Johnson, der 6,80 m gelangen. Siebte – später Sechste – wurde Tünde Vaszi vor der Deutschen Bianca Kappler.

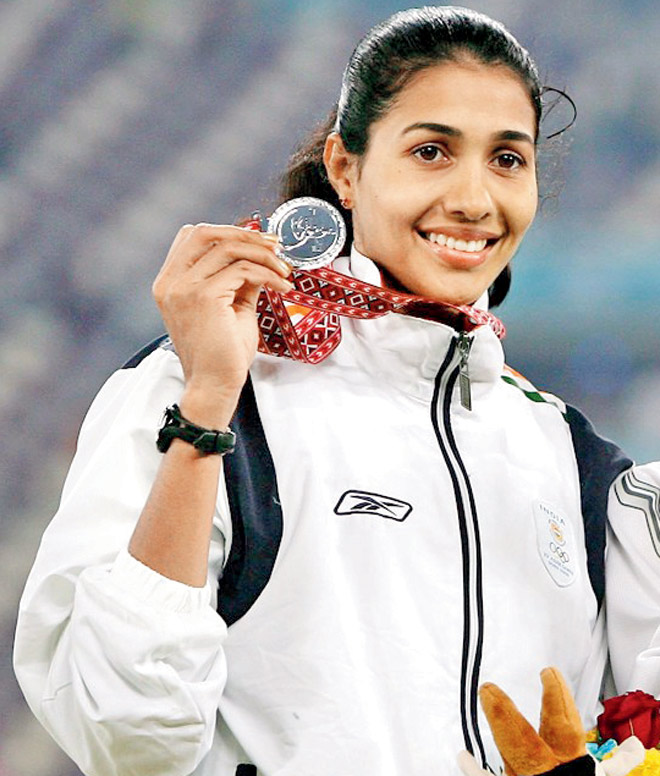
Anju Bobby George belegte den fünften Platz
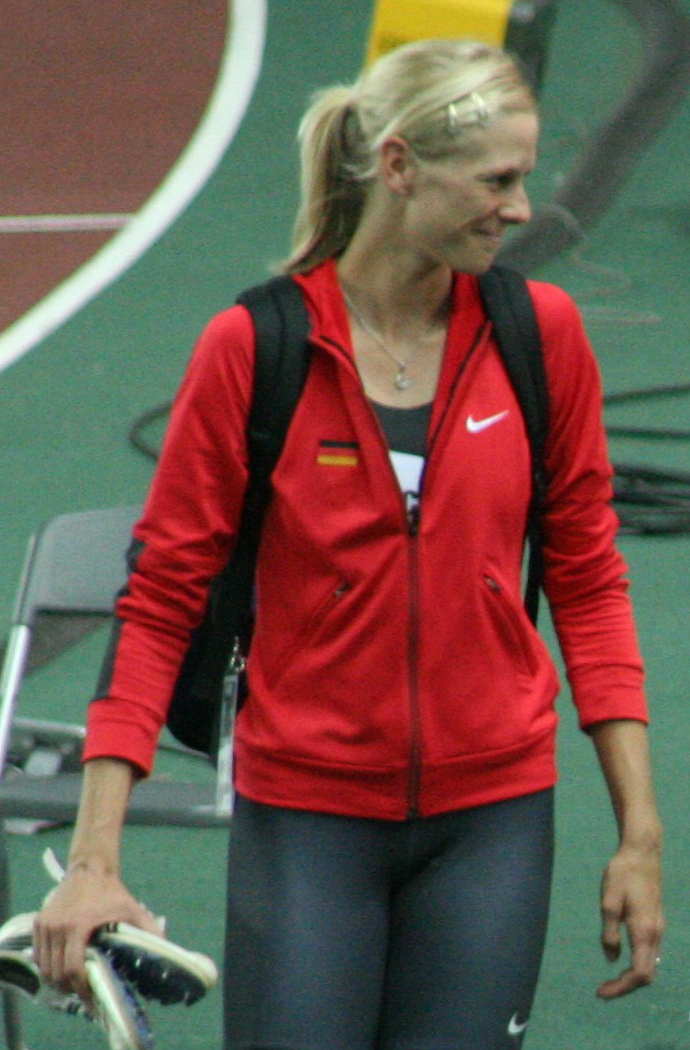
Olympiaachte Bianca Kappler
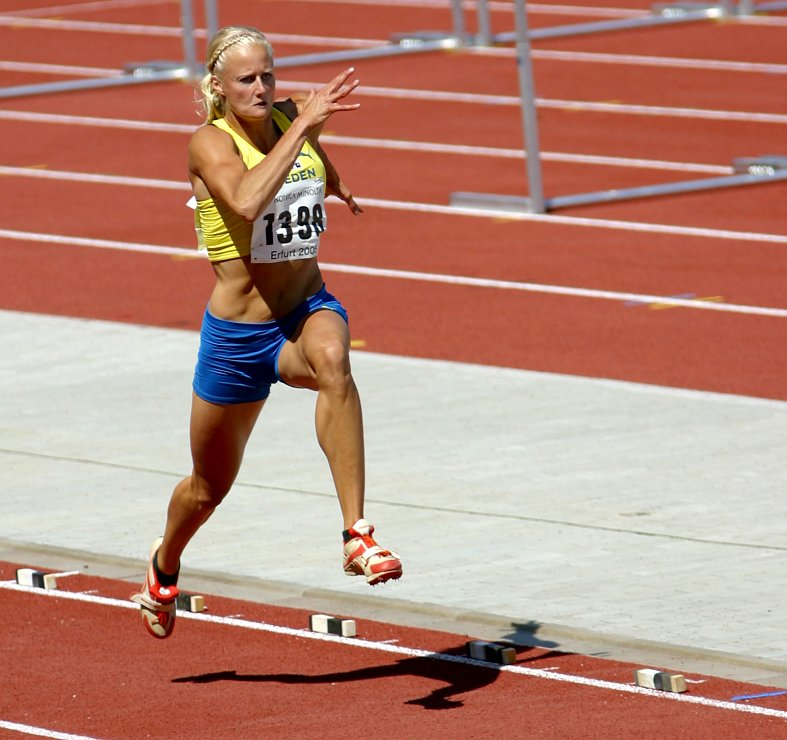
Carolina Klüft kam auf Rang zehn
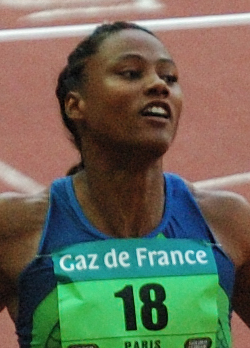
Die nachträglich dopingbedingt disqualifizierte Marion Jones

## Videolinks
- 2004 Olympics Gold Medalist - Tatyana Lebedeva, youtube.com, abgerufen am 26. Februar 2022
- 2004 Olympics Women's Long Jump - 2nd - Irina Simagina, youtube.com, abgerufen am 26. Februar 2022
- 2004 Olympics Bronze Medalist - Tatyana Kotova, youtube.com, abgerufen am 13. Mai 2018